# František Josef Kinský
František Josef Kinský (německy Franz Joseph Graf Kinsky von Wchinitz und Tettau; 6. prosince 1739 Praha – 9. června 1805 Vídeň) byl český šlechtic a rakouský vojenský velitel a jeden ze spoluzakladatelů České soukromé učené společnosti (před 1769). Byl také českým vlastencem, prosazoval výuku českého jazyka, věnoval se i vědecké činnosti. Napsal několik pedagogických spisů, v nichž prosazoval metody výuky.

## Život

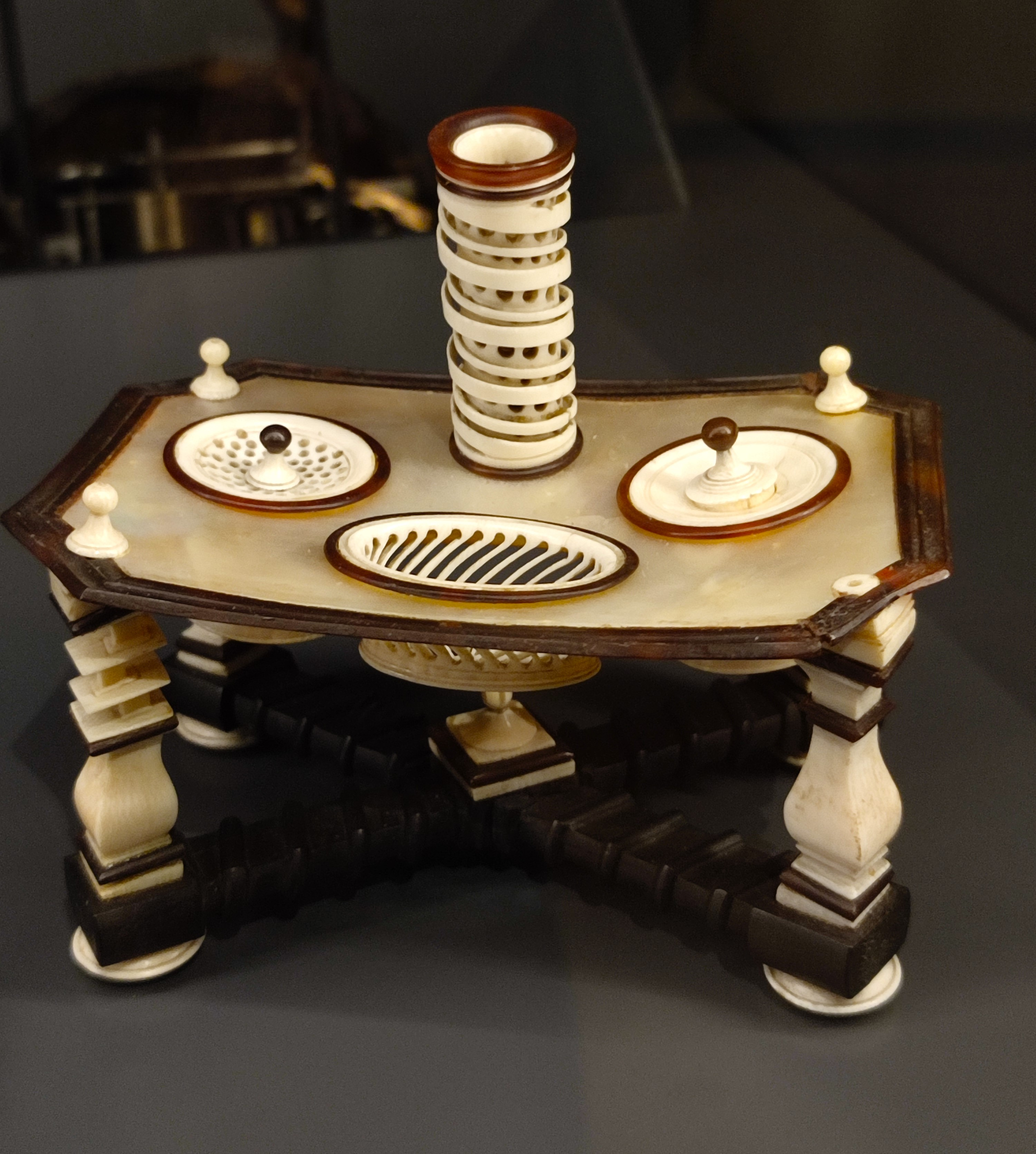
Miniaturní psací souprava ze slonoviny, školní práce F. J. Kinského z univerzitního muzea v Klementinu

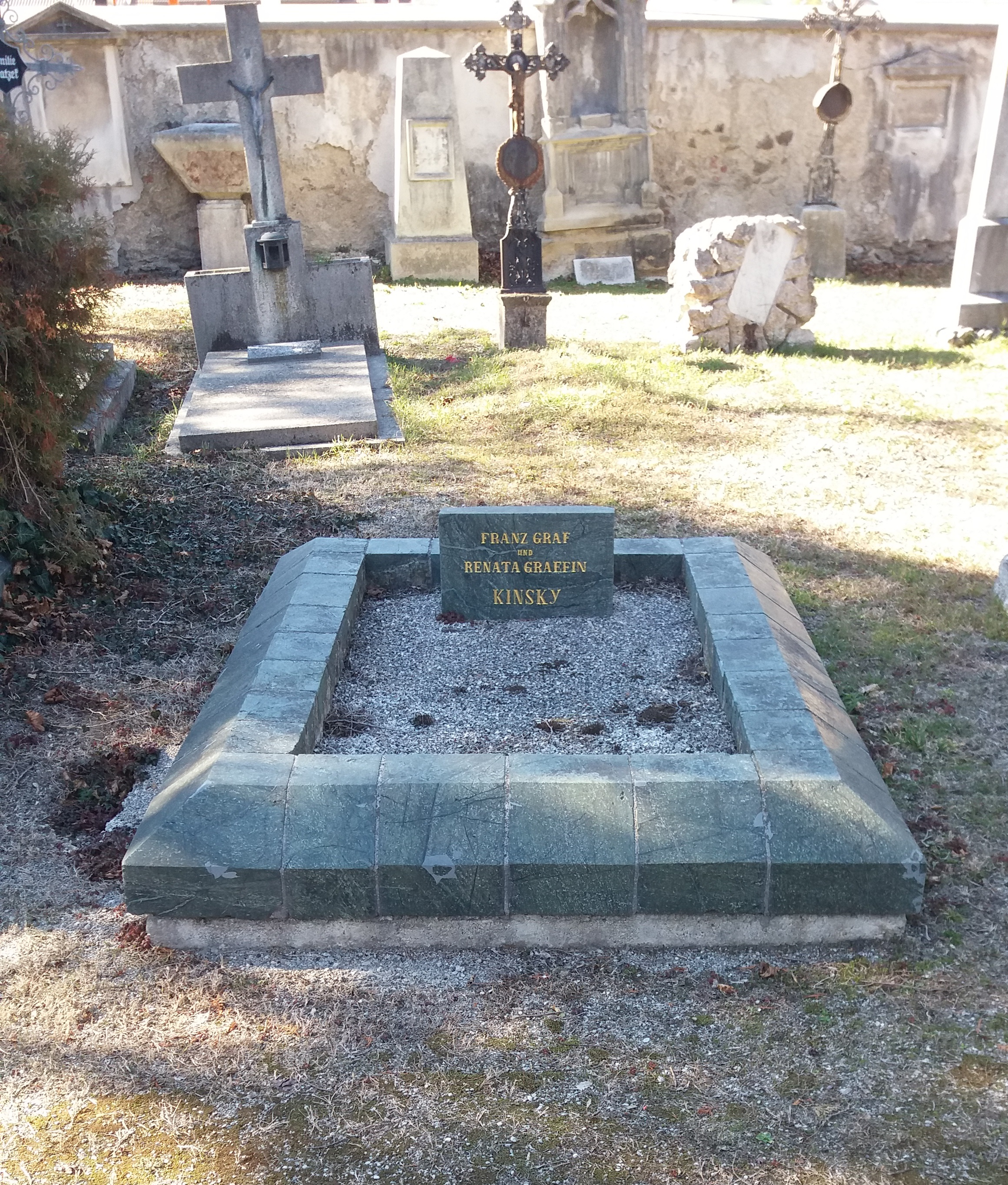
Hrobka ve Vídeňském Novém Městě.

Narodil se jako syn nejvyššího kancléře Františka Ferdinanda Kinského (1678–1741). František Josef Kinský absolvoval s výborným prospěchem Tereziánskou vojenskou akademii ve Vídni[zdroj?]. Následně studoval na pražské Karlo-Ferdinandově univerzitě, kde podle inventáře univerzitního muzea zhotovil ze slonoviny a ebenu miniaturu psacího stolu s psacími potřebami, která byla po zrušení sbírky předána do Národního muzea v Praze..
Po obhájení tezí své disertace na právnické fakultě nastoupil v Praze nakrátko na místo rady při českém apelačním soudu.
V průběhu sedmileté války začal svoji vojenskou kariéru. Bojoval též 18. června 1757 u Kolína, odkud ho maršál Daun poslal ohlásit vítězství Marii Terezii. V armádě se projevily schopnosti Františka Kinského jakožto reformátora a reorganizátora. Nebyl talentovaný vojevůdce, ale akademické vzdělání jej předurčilo k modernizaci vojenského školství. Ztotožňoval se s ideou reorganizace armády maršála Lacyho a podílel se na ní po skončení sedmileté války v roce 1763.
- V roce 1768 dosáhl hodnosti plukovníka a stanul v čele pěšího pluku vévody Cumberlandského. U tohoto pluku Kinský zřídil kadetní školu, kde vyučoval matematiku a geometrii.
- V roce 1770 byl povýšen císařovnou Marií Terezií na první příčku generálských hodností.
- Na přelomu 60. a 70. let se začal angažovat v počínajícím českém národním obrození.

### Vojenská kariéra
V 70. letech se Kinský plně věnoval pedagogickým teoriím a napsal dvě práce v oboru didaktiky a zároveň zdokonaloval systém výuky na Válečné akademii ve Vídni. V listopadu roku 1777 odcestoval, na rozkaz Josefa II., na inspekční cestu po vojenských výchovných ústavech ve střední Evropě. Za jeho pobytu v Chamu poslal císaři Josefovi pamětní spis. V té době zároveň vypukla válka o bavorské dědictví, ve které Kinský pomáhal armádě na českém bojišti. Za jeho zásluhy v této válce, po uzavření míru, byl odměněn „majitelstvím“ pěšího pluku Ellrichshausen.
V roce 1779 se oženil s Marií Renátou z Trauttmansdorffu. Dne 24. června téhož roku byl panovníky Marií Terezií a Josefem II. jmenován ředitelem Válečné akademie ve Vídni. Zde provedl důkladnou reorganizaci. K předmětům, které se zde vyučovaly (náboženství, fortifikace, aritmetika, francouzština, latina, čeština ad.) zavedl ještě fyziku, geometrii, právo, válečné dějiny, taktiku, nauku o zbraních, řády a také plavání a některé další předměty. Důstojníci, kteří vystudovali tuto školu byli všestranně připravení odborníci v různých sférách vojenství. To, že Kinský byl opravdový odborník dokazuji fakt, že byl v čele školy 26 let. Akademii nejen vedl, ale také přednášel řád služebního výcviku, služební řád a vojenskou vědu (strategie a taktika).
Největším pokrokem na akademii za Kinského bylo, že o úspěchu při studiu a dosažení hodnosti nerozhodovala přímluva mocných, ani šlechtický predikát, ale úspěchy při studiu a praktických cvičení.
- To se později stalo příčinou pomluv šířených proti Kinskému.

- V roce 1788 povolal Josef II. Kinského k vojsku, aby doprovázel arcivévodu Františka, který měl tímto získat širší vojenské vzdělání.
- V roce 1793 vytáhl Kinský znovu do pole a přidal se do protifrancouzských válek.
- V roce 1794 dosáhl hodnosti polního zbrojmistra.
- 11. června 1795 nařídila dvorská válečná rada návrat Kinského do akademie. Rok na to hrozil vpád francouzského generála Jourdana přes Horní Falc do Čech. Kinský se stal velícím generálem v Čechách a organizoval zde obranu. Francouzský vpád byl u Amberku odražen a Kinský pokračoval v dalších vojenských opatřeních.
- V roce 1797 se Kinský vrátil zpět do Vídně a roku 1801 byl jmenován, za celoživotní zásluhy, habsburskou říší tajným radou.
- Roku 1804 ustanovil císař František (na žádost Františka Kinského) komisi, která měla vyšetřit pravdivost pomluv týkajících se metod výuky.

### Konec života
Na konci svého života, roku 1805, byl Kinský vyzván císařem Františkem, aby ho doprovázel při jeho cestě Horním Rakouskem. Cesta byla pro starého Kinského, kterému bylo v té době 65, příliš namáhavá. Onemocněl zápalem plic a 16. května byl dopraven do Vídně, kde 9. června zemřel.
V závěti Kinského stálo: "Pochovejte mě uprostřed milých mých chovanců, které jsem nade všecko miloval, kterým jsem nejkrásnější léta žití svého věnoval". Jeho přání bylo naplněno a dodnes stojí uprostřed akademického hřbitova hrob s bustou a nápisem: "Zde v Pánu odpočívá František hrabě Kinský a jeho manželka Renata."